# Parlamentswahl in der Autonomen Gemeinschaft Madrid 2019
- Pod.: 7
- Ḿ: 20
- PSOE: 37
- Cs: 26
- PP: 30
- VOX: 12

Die Regionalwahl 2019 in der Autonomen Gemeinschaft Madrid fand am 26. Mai 2019 statt, um die 11. Asamblea de Madrid zu wählen. Alle 132 Sitze in der Versammlung standen zur Wahl. Die Wahl wurde zeitgleich mit den Regionalwahlen in mindestens sieben weiteren autonomen Gemeinschaften und Kommunalwahlen in ganz Spanien sowie den Wahlen zum Europäischen Parlament 2019 abgehalten.

## Wahlsystem
Die Madrider Versammlung ist die zweckbestimmte, einkammrige Legislative der Autonomen Gemeinschaft Madrid, die über eine Gesetzgebungsbefugnis in regionalen Angelegenheiten im Sinne der spanischen Verfassung und des Madrilenischen Autonomiestatuts sowie über die Möglichkeit verfügt, einem Präsidenten der Gemeinschaft das Vertrauen zu schenken oder es zu entziehen. Darüber hinaus müssen Madrilenen im Ausland eine Abstimmung beantragen, bevor sie wählen dürfen, ein System, das als "Bettelung"; oder Expat-Abstimmung bekannt ist (Spanisch: Voto rogado).
Alle Mitglieder der Madrider Versammlung werden nach dem D’Hondt-Verfahren in einer Verhältniswahl mit geschlossenen Listen gewählt, wobei eine Sperrklausel von 5 Prozent der gültigen Stimmen – einschließlich der leeren Stimmen – regional angewendet wird. Parteien, die weniger Stimmen erhalten, werden bei der Sitzverteilung nicht berücksichtigt. Die Versammlung hat Anspruch auf ein Mitglied pro 50.000 Einwohner oder einen Bruchteil von mehr als 25.000 Einwohnern.
Das Wahlgesetz sieht vor, dass Parteien, Verbände, Koalitionen und Wählergruppen Kandidatenlisten vorlegen können. Die Zusammenschlüsse von Wählern sind jedoch verpflichtet, die Unterschrift von mindestens 0,5 Prozent der in der Gemeinschaft Madrid registrierten Wähler sicherzustellen. Den Wählern ist es untersagt, für mehr als eine Liste von Kandidaten zu unterschreiben. Gleichzeitig sind Parteien und Verbände, die beabsichtigen, eine Koalition einzugehen, um gemeinsam an einer Wahl teilzunehmen, verpflichtet, die zuständige Wahlkommission innerhalb von zehn Tagen nach der Einberufung der Wahl zu informieren.

## Wahldatum
Die Amtszeit der Madrider Versammlung läuft vier Jahre nach dem Datum ihrer letzten Wahl ab. Die Wahlen zur Versammlung werden alle vier Jahre für den vierten Sonntag im Mai festgelegt. Die letzte Wahl fand am 24. Mai 2015 statt, wobei der Wahltermin für die Versammlung am Sonntag, den 26. Mai 2019, festgelegt wurde.
Der Präsident der Gemeinschaft hatte das Vorrecht, die Madrider Versammlung aufzulösen und eine Schnellwahl einzuberufen, sofern kein Misstrauensantrag gestellt wurde, keine landesweiten Wahlen fällig waren und einige zeitliche Voraussetzungen erfüllt waren: nämlich, dass die Auflösung weder während der ersten Legislaturperiode noch innerhalb des letzten Jahres der Legislative vor ihrem geplanten Ablauf noch vor Ablauf eines Jahres seit einer früheren Auflösung erfolgte. Sollte ein Investiturprozess innerhalb von zwei Monaten nach dem ersten Wahlgang keinen Regionalpräsidenten wählen, sollte die Versammlung automatisch aufgelöst und eine Neuwahl durchgeführt werden. Jede Schnellwahl, die aufgrund dieser Umstände durchgeführt wird, würde den Zeitraum bis zur nächsten ordentlichen Wahl nicht verändern, da die gewählten Abgeordneten lediglich das verbliebene Teil ihrer vierjährigen Amtszeit verbüßen.

## Nach der Wahl
Am 14. August 2019 wurde die Spitzenkandidatin der PP Isabel Díaz Ayuso mit den Stimmen von PP, Ciudadanos und Vox zur Regionalpräsidentin der Region Madrid gewählt.
Sie stand einer Koalitionsregierung aus PP und Ciudadanos vor, die von Vox toleriert wurde.